# Résidence Salmson Le Point du Jour
La résidence Salmson du Point-du-Jour, située rue du Point-du-Jour à Boulogne-Billancourt, est une œuvre de l’architecte Fernand Pouillon réalisée entre 1957 et 1963. Elle est labellisée « Patrimoine du XXe siècle » en 2008.

## Historique
La résidence « Salmson Le Point du Jour » comprend 25 bâtiments pour 2 260 logements, elle est labellisée « Patrimoine du XXe siècle » en 2008 par le ministère de la Culture,. La construction de cet ensemble, à l’emplacement de l’ancienne usine Salmson, est l'objet en 1961 d'un scandale immobilier « retentissant ». L’architecte de l’opération, Fernand Pouillon est emprisonné, et remplacé par Jacques Henri-Labourdette, qui termine le chantier de l'ensemble en 1963. 
Il s'agit à l'époque de la seconde plus grande copropriété de France, après une autre réalisation de Fernand Pouillon, la résidence « le Parc » située à Meudon-la-Forêt. Toutes deux ont ensuite été dépassées par les copropriétés Grigny 2 et Parly 2.

## Au cinéma
La scène de duel entre Joss Beaumont (Jean-Paul Belmondo) et Rosen (Robert Hossein) dans le film Le Professionnel (1981) y est tournée.

## Galerie

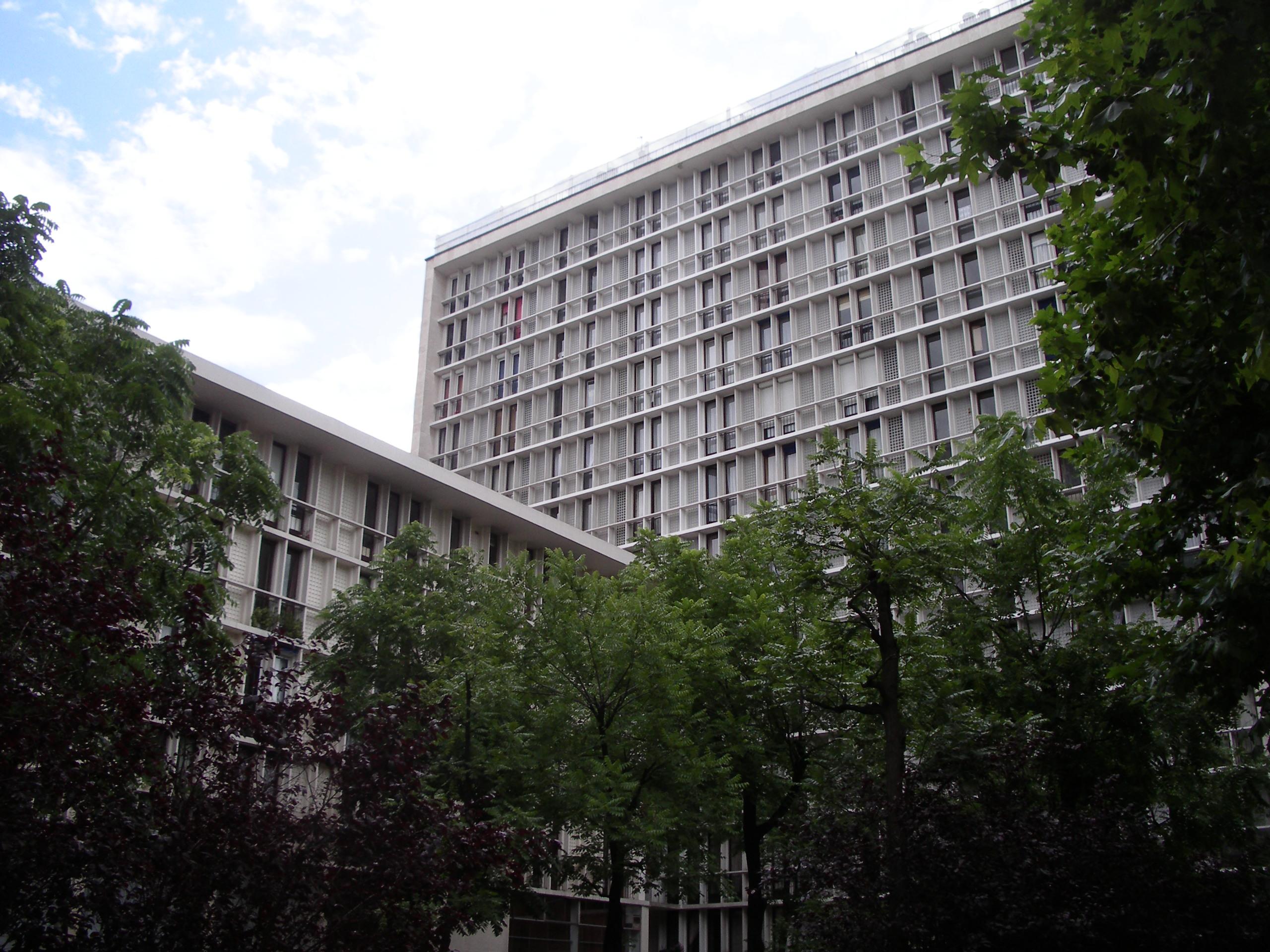
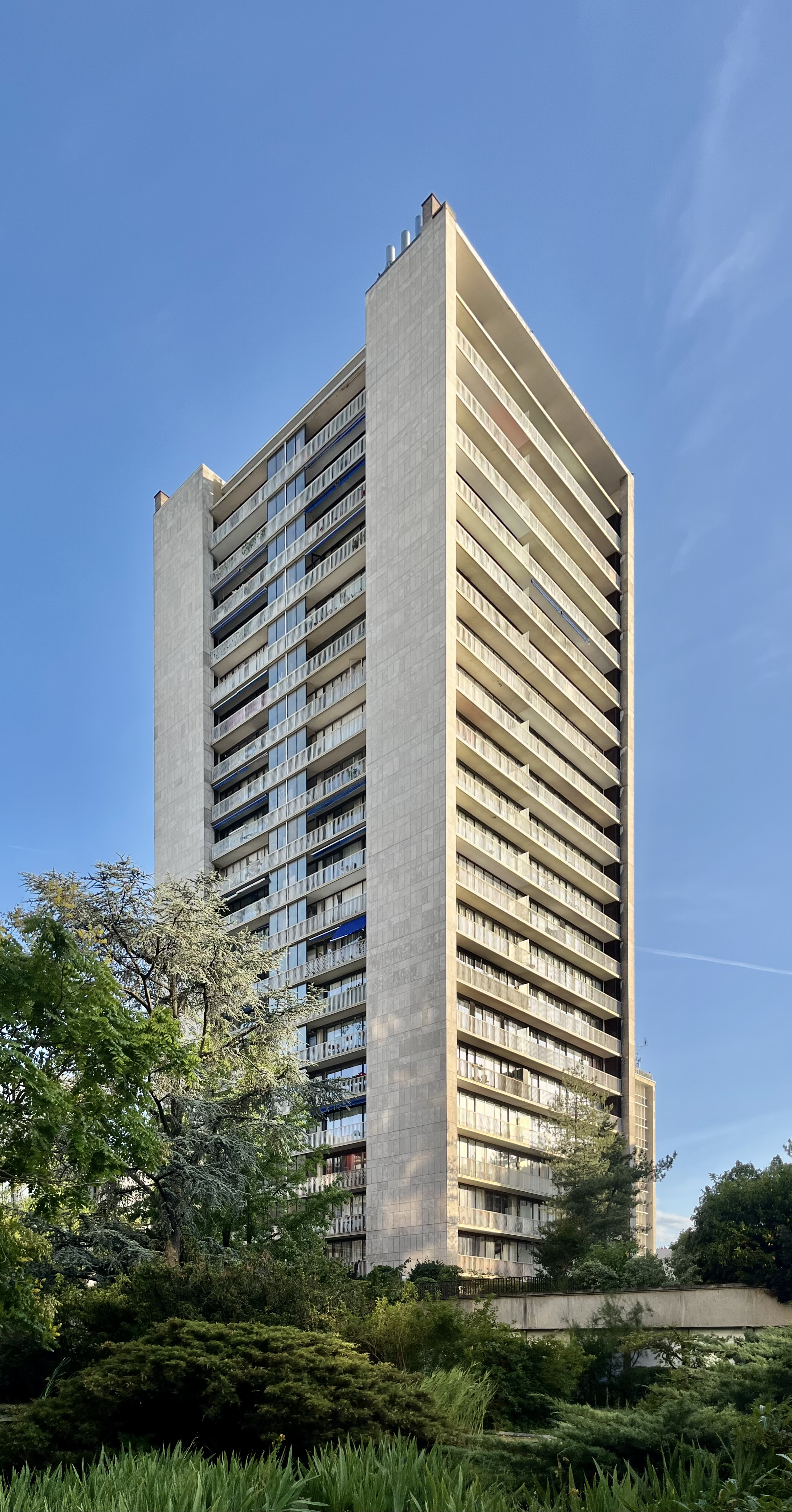
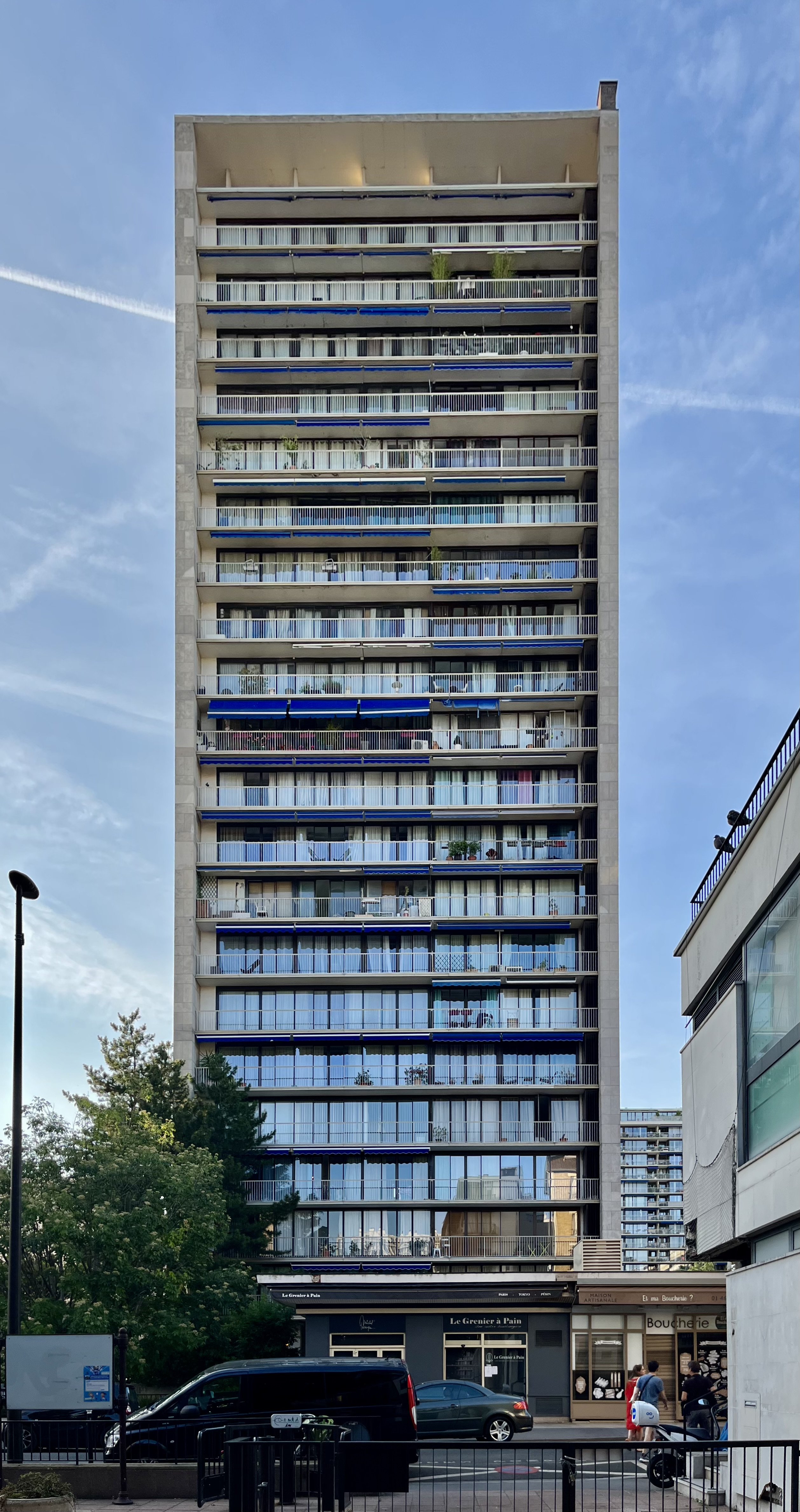
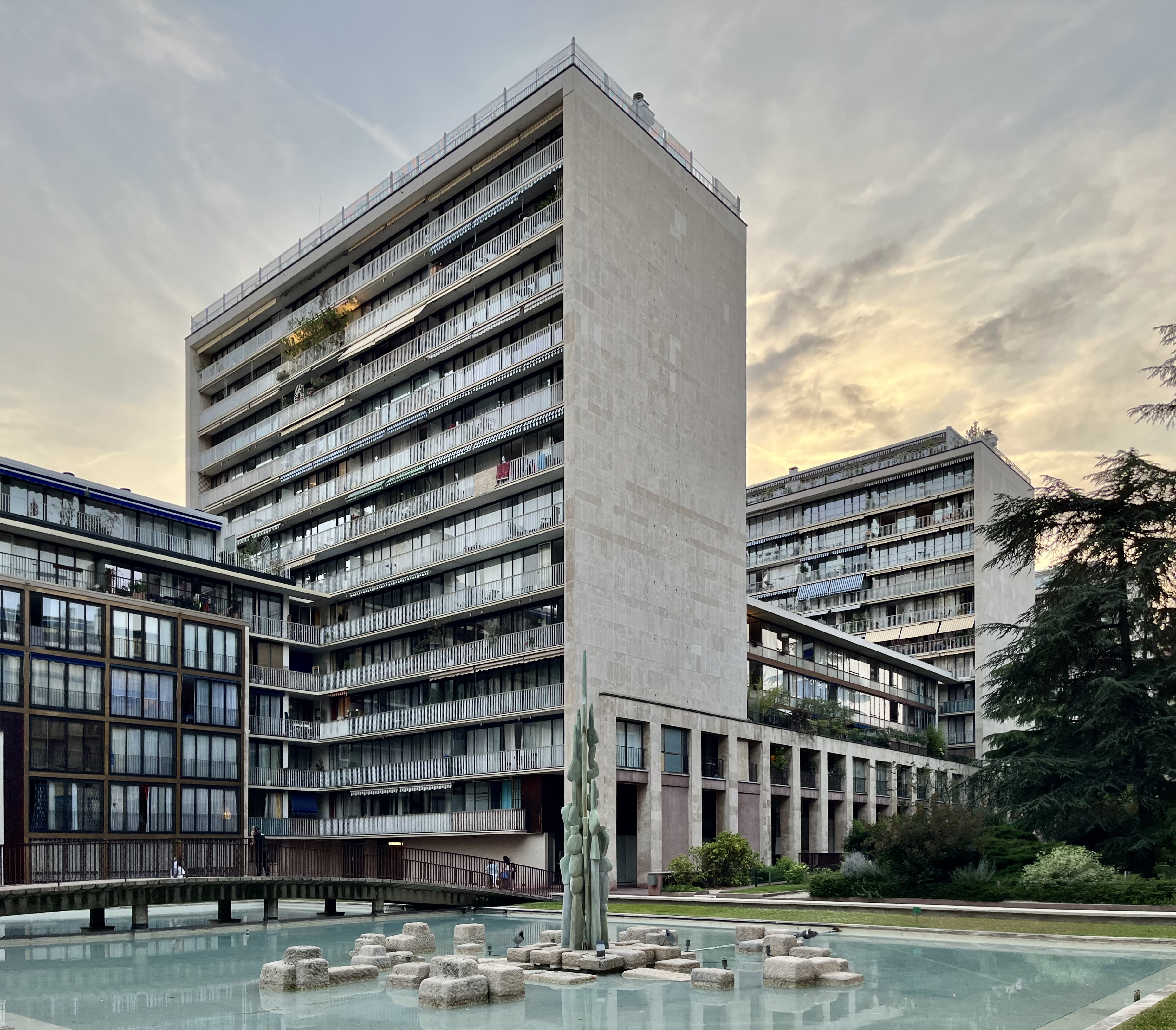
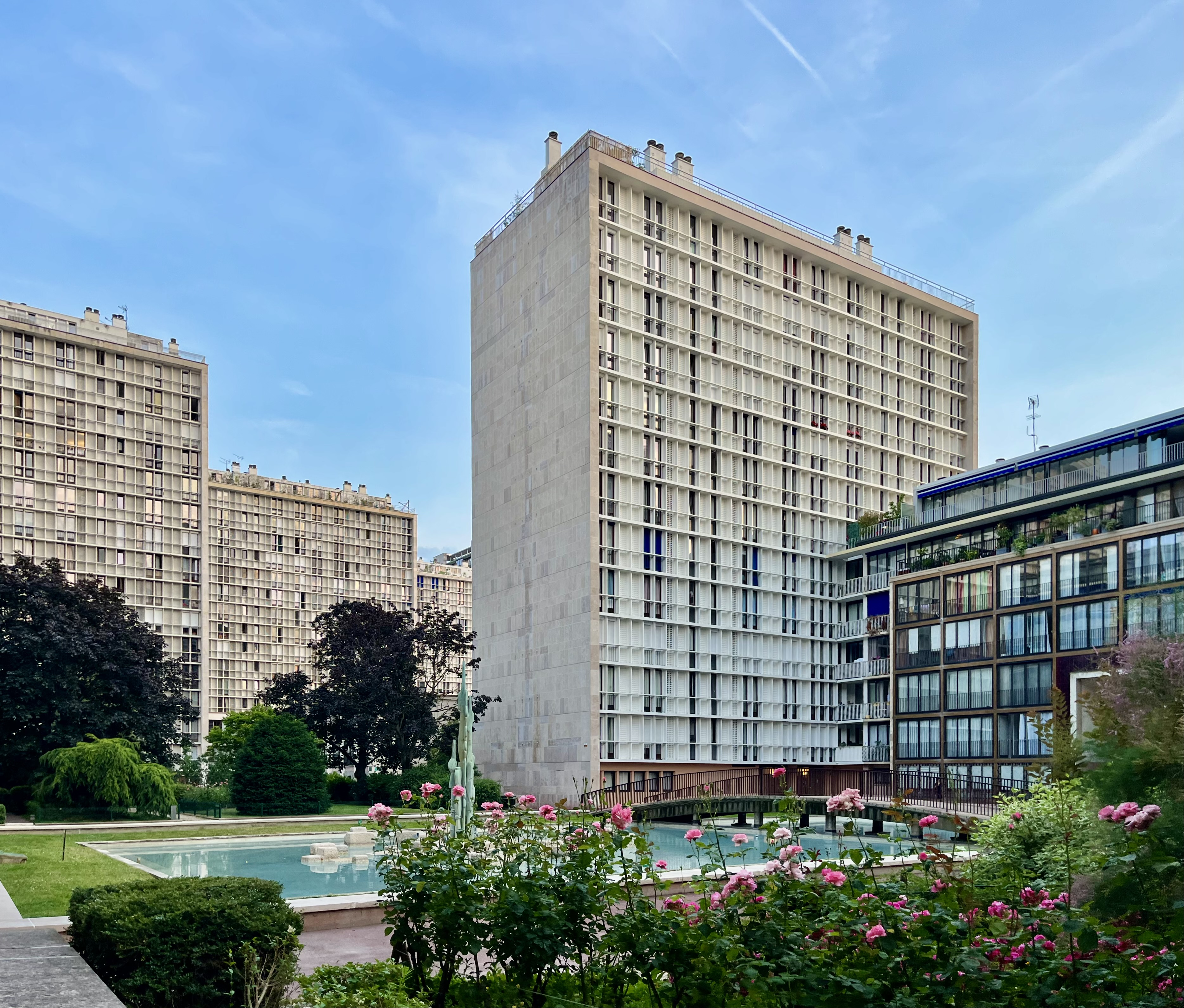
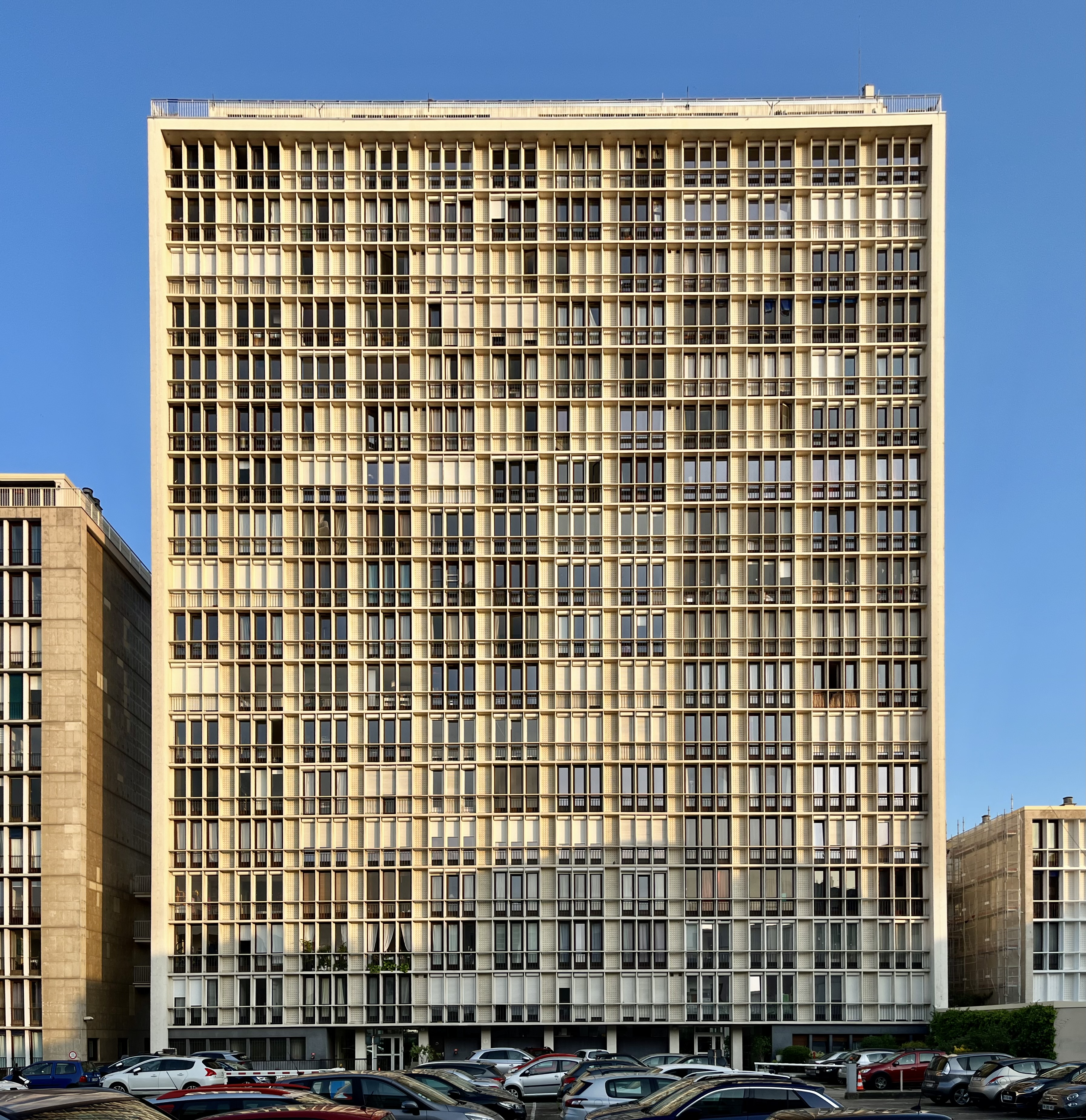

### Radio
- « L'affaire du Point du Jour », France Inter, Affaires sensibles, le 19 février 2025, avec Danièle Voldman